# Рафаел Герейро
Рафаел Аделино Жозе Герейро (на португалски: Raphaël Adelino José Guerreiro; роден на 22 декември 1993 г. в Ле Блан-Меснил, Франция) е португалски футболист, играе като ляв бек и се състезава за германския Байерн Мюнхен, както и за националния отбор на Португалия.

## Клубна кариера

### Kаен
Роден във Франция, Герейро преминава през три клуба в младежките си години, озовавайки се накрая на 14-годишна възраст в отбора на Каен. Играе основно за резервния състав на френския тим, докато през сезон 2012/13 прави своя пробив в първия състав, започвайки като титуляр във всички срещи, освен една, но отбора му завършва на четвърто място в Лига 2 и не успява да спечели промоция за Лига 1. Избран е в отбора на годината в Лига 2.

### Лориан
На 27 юни 2013 година Рафаел Герейро подписва четири годишен договор с елитния френски отбор Лориан.
Дебюта си за новия си отбор прави на 10 август 2013 година, започвайки като титуляр при загубата като гост с 0 – 1 от Лил.
На 1 ноември 2014 година Герейро отбелязва първия си гол за Лориан при загубата с 1 – 2 от шампиона Пари Сен Жермен. Завършва кампанията със седем гола и помага на своя отбор да се спаси от изпадане. Един от головете е при победата с 2 – 1 над бившия му отбор Каен.
На 24 октомври 2015 година Герейро отбелязва първия гол в Дербито на Бретан срещу Рен, но мача завършва с домакинско равенство 1 – 1.

### Борусия Дортмунд
На 16 юни 2016 година Рафаел Герейро преминава в германския гранд Борусия Дортмунд, подписвайки четири годишен договор, а сумата, която Борусия заплаща за правата му е 12 милиона евро.

## Национален отбор
Герейро приема поканата на Руи Жорже да се присъедини към националния отбор на Португалия до 21 години и прави своя дебют за отбора на 21 март 2013 година при домакинската загуба с 0 – 1 от Швеция до 21 години.
На 7 ноември 2014 година, дори трудно говорещ португалски език, Герейро е повикан в мъжкия състав на Португалия от селекционера на страната Фернандо Сантош. Дебютира на 14 ноември 2014 година в квалификацията за Евро 2016 срещу Армения. Португалия печели с 1 – 0 мача, игран във Фару. Четири дни по-късно отбелязва първия си гол за Португалия в контролата срещу Аржентина, реализирайки с глава в добавеното време единствения гол в срещата, играна на Олд Трафорд.
Герейро се връща в националния отбор до 21 години за Европейското първенство до 21 години през 2015 година в Чехия. Португалия губи финала, а Рафаел е един от петимата португалски футболисти, които са избрани в Отбора на турнира.
През 2016 година Герейро е избран в отбора на Португалия за Евро 2016. Започва като титуляр в първия мач срещу Исландия, завършил 1 – 1.
Португалия печели Европейското първенство, побеждавайки след продължения домакина Франция, а Герейро изиграва 120 минути в него, уцелвайки греда от пряк свободен удар в продълженията. Заради игрите си по време на Евро 2016 Герейро е номиниран за Най-добър млад играч на турнира, а наградата печели съотборника му Ренато Санчес. С отличните си изяви на турнира Рафаел получава още едно признание като е избран в Идеалния отбор на турнира.

## Успехи

### Национален отбор
- Европейско първенство по футбол: 2016

### Индивидуални
- Европейско първенство по футбол Отбор на турнира: 2016

## Личен живот
През 2014 година Герейро заявява, че е привърженик на португалския гранд Бенфика Лисабон, а мечтата му е да играе за испанския Реал Мадрид. Любимият му футболист е Кристиано Роналдо.